# Stewart Greenhalgh
Stewart Greenhalgh (* 1950 in Sydney) ist ein australischer Geophysiker.
Greenhalgh studierte Mathematik und Physik an der University of Sydney mit dem Bachelor-Abschluss 1972. Danach war er mehrere Jahre in der Industrie, bevor er 1976 einen Master-Abschluss in theoretischer Geophysik an der Universität Sydney erhielt. 1979 wurde er an der University of Minnesota in Geophysik promoviert, wo er als Fulbright Fellow war. Er hat auch einen D.Sc. der Universität Sydney.
Er war Professor an der University of Adelaide und ist dort Emeritus Professor und war auch 2007 zwei Jahre Gastprofessor und danach Honorarprofessor an der ETH Zürich. Daneben war er Gastwissenschaftler an der University of Minnesota, der Universität Oxford, der Universität Toronto. Er war Berater in der Bergbau- und Ölindustrie und für staatliche Stellen.
Er veröffentlichte über 240 Arbeiten zu unterschiedlichen geophysikalischen Themen, zum Beispiel Theorie seismischer Wellen, numerische Modellierung seismischer Wellen in komplexen anisotropen Medien, Porenelastizität, Geotomographie und inverse Probleme (Wellenform-Inversion), seismische Signalverarbeitung, Seismologie von Erdbeben und seismische Risiken, seismische Untersuchungen von Kruste und oberem Mantel, seismische Erkundung (hochauflösende Seismik für Erkundung von Kohle und Optimierung von Bergbau), Georadar, Geoelektrik (Modellierung, Inversion) und elektromagnetische Induktion, Bildgebung in Geothermie, Schwere-Gradiometrie und Magnetresonanz-Bildgebung.
2012 erhielt er den Mintrop Award und 2016 den Conrad Schlumberger Award.